# Atelopus oxapampae
Espèce
Statut de conservation UICN

 EN B1ab(iii) : En danger
Atelopus oxapampae est une espèce d'amphibiens de la famille des Bufonidae.

## Répartition
Cette espèce est endémique de la région de Pasco au Pérou. Elle se rencontre entre 1 770 et 2 200 m d'altitude dans la cordillère Orientale.

## Description
Les mâles mesurent de 19,2 à 22,1 mm.

## Étymologie
Cette espèce est nommée en référence au lieu de sa découverte, Oxapampa.

## Publication originale
- Lehr, Lötters & Lundberg, 2008 : A New Species of Atelopus (Anura: Bufonidae) from the Cordillera Oriental of Central Peru. Herpetologica, vol. 64, no 3, p. 368-378 (texte intégral).